# Севалька
Севалька (пол. Siewalka) — село в Польщі, у гміні Ходель Опольського повіту Люблінського воєводства.
Населення — 203 особи (2011).

## Демографія
Демографічна структура станом на 31 березня 2011 року:
|          | Загалом | Допрацездатний вік | Працездатний вік | Постпрацездатний вік |
| -------- | ------- | ------------------ | ---------------- | -------------------- |
| Чоловіки | 102     | 19                 | 69               | 14                   |
| Жінки    | 101     | 23                 | 50               | 28                   |
| Разом    | 203     | 42                 | 119              | 42                   |